# Patrick Gruber
Pour les articles homonymes, voir Gruber.
Patrick Gruber (né le 31 janvier 1978 à Brunico, dans la province autonome de Bolzano, dans le Trentin-Haut-Adige) est un lugeur italien ayant pris part à des compétitions dans les années 2000 et 2010.

## Biographie
Avec son coéquipier Christian Oberstolz, il compose l'un des meilleurs duo en biplace masculin des années 2000.
Bien qu'il ne soit jamais monté sur un podium olympique (cinquième aux Jeux olympiques d'hiver de 2006 à Turin et quatrième en 2010 à Vancouver), il remporte un titre de vice-champion du monde dans l'épreuve par équipes mixtes aux mondiaux de 2007 et de double en 2011, ainsi que deux médailles de bronze par équipes en 2004 et 2005.
Enfin, en Coupe du monde, par deux fois en 2005 et 2009, il domine le classement final et a remporté seize manches au total.

## Palmarès
| Compétitions / Année    | Compétitions / Année    | 2001 | 2002 | 2003 | 2004 | 2005 | 2006 | 2007 | 2008 | 2009 | 2010 | 2011 | 2012 | 2013 | 2014 |
| ----------------------- | ----------------------- | ---- | ---- | ---- | ---- | ---- | ---- | ---- | ---- | ---- | ---- | ---- | ---- | ---- | ---- |
| Jeux olympiques d'hiver | Jeux olympiques d'hiver |      | 17e  |      |      |      | 5e   |      |      |      | 4e   |      |      |      | 6e   |
| Championnats du monde   | double                  | 12e  |      | 5e   | 6e   | 4e   |      | 5e   | 21e  | 4e   |      | 2e   | 6e   | 7e   |      |
| Championnats du monde   | mixte                   |      |      | 5e   | 3e   | 3e   |      | 2e   |      |      |      | 5e   |      |      |      |
| Coupe du monde          | Coupe du monde          | 8e   |      | 8e   | 3e   | 1er  | 2e   | 2e   | 2e   | 1er  | 3e   | 3e   | 5e   | 5e   | 3e   |